# 桂·墀桑雅甫拉
桂·墀桑雅甫拉（藏語：མགོས་ཁྲི་བཟང་ཡབ་ལྟག，威利转写：mgos khri bzang yab lhag，THL：Gos Trisang Yalag），一译墀桑叶甫拉，是吐蕃帝国的一位政治人物，曾担任大贡论一职。
根据藏传佛教文献的说法，墀桑雅甫拉是一位信仰佛教的大臣，也是赤松德赞的亲信，在藏传佛教被确立为吐蕃国教的历史上扮演着重要角色。在赤松德赞继位之初，由玛祥仲巴杰和恩兰·达扎路恭执掌朝政，两人颁布禁止佛教的法律，拆毁佛像、驱逐高僧。赤松德赞长大之后，任命墀桑雅甫拉为大贡论。墀桑雅甫拉任大贡论期间，确定了刑事案件中案犯对受伤者赔偿医疗费用的法律规定，对后世吐蕃法律有很大影响，被认为是“七聪慧者”之一。此后，墀桑雅甫拉协助赤松德赞杀死玛祥亲政。在墀桑雅甫拉的建议下，赤松德赞让佛教高僧莲花生与支持苯教的恩兰·达扎路恭等人辩论，最终裁定苯教失败并加以禁止，史称“佛苯之诤”。此后，因天竺中观派僧人与唐朝禅宗僧人因主张不同而发生争论。在墀桑雅甫拉的支持下，中观派僧人莲花戒与禅宗僧人堪布摩诃衍展开辩论，最终禅宗辩论失败，被驱逐出境。
然而，根据苯教文献《格言宝库》的说法，墀桑雅甫拉最初是一位苯教徒，并没有像藏传佛教文献中所说的那样支持佛教。赤松德赞试图推行佛教政策，并向天竺迎请佛教高僧的时候，墀桑雅甫拉试图以止贡赞普和松赞干布压抑苯教而寿短的先例来劝阻赤松德赞；又声称吐蕃三十八代以前从未获得佛法恩惠，建议赤松德赞慎重考虑这件事。